# Memoriał Carlosa Torre Repetto

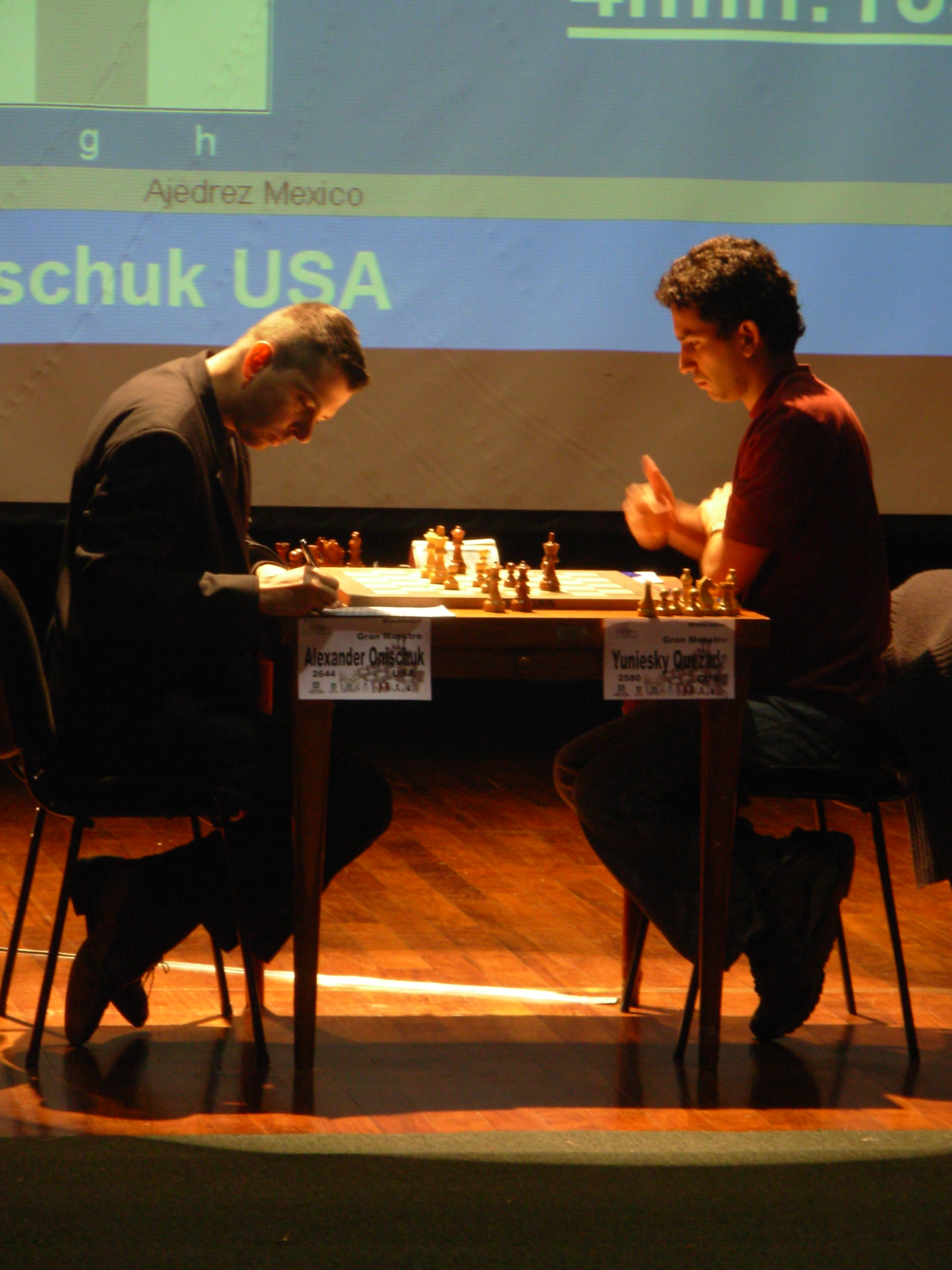
Finał z 2008 r. – Aleksander Oniszczuk i Yuniesky Quezada Pérez.

Memoriał Carlosa Torre Repetto – zorganizowany po raz pierwszy w 1987 r. w Meridzie (a od 1989 r. rozgrywany corocznie) międzynarodowy turniej szachowy, poświęcony pamięci meksykańskiego arcymistrza, Carlosa Torre Repetto. Z biegiem lat turniej zyskiwał na prestiżu, dzięki udziałowi coraz lepszych zawodników, aż obecnie należy do najsilniej obsadzonych cyklicznych turniejów w Ameryce Północnej. Formuła festiwalu zapewnia rozegranie turnieju otwartego oraz turnieju memoriałowego, który odbywa się systemem pucharowym z udziałem czołowych szachistów meksykańskich oraz zaproszonych gości.

## Zwycięzcy dotychczasowych turniejów
| Lp. | Rok  | Zwycięzcy                         |
| --- | ---- | --------------------------------- |
| 1   | 1987 | Roberto Martín del Campo Cárdenas |
| 2   | 1989 | Marcel Sisniega Campbell          |
| 3   | 1990 | Marcel Sisniega Campbell          |
| 4   | 1991 | Marcel Sisniega Campbell          |
| 5   | 1992 | Gilberto Hernández Guerrero       |
| 6   | 1993 | Gilberto Hernández Guerrero       |
| 7   | 1994 | Gildardo García                   |
| 8   | 1995 | Gilberto Hernández Guerrero       |
| 9   | 1996 | Roberto Martín del Campo Cárdenas |
| 10  | 1997 | Jesus Nogueiras Santiago          |
| 11  | 1998 | Larry Christiansen                |
| 12  | 1999 | Anthony Miles                     |
| 13  | 2000 | Walerij Filippow                  |
| 14  | 2001 | Leinier Domínguez Pérez           |
| 15  | 2002 | Walerij Filippow                  |
| 16  | 2003 | Yuniesky Quezada Pérez            |
| 17  | 2004 | Wasyl Iwanczuk                    |
| 18  | 2005 | Lázaro Bruzón Batista             |
| 19  | 2006 | Wasyl Iwanczuk                    |
| 20  | 2007 | Wasyl Iwanczuk                    |
| 21  | 2008 | Aleksander Oniszczuk              |
| 22  | 2010 | Emilio Córdova                    |
| 23  | 2011 | Fidel Corrales Jiménez            |
| 24  | 2012 | Aryam Abreu Delgado               |
| 25  | 2013 | Lázaro Bruzón Batista             |